# Гирусов, Леонид Васильевич
Леонид Васильевич Гирусов (1905 — 16.08.1937) — советский государственный деятель, председатель Калужского райисполкома (1937).
Родился в 1905 г. в с. Купавна Богородского уезда Московской губернии.
Образование: незаконченное среднее (учился в фабричной школе и в Богородском реальном училище). Работал на Купавинской фабрике.
С 1925 г. зав. отделом пропаганды и агитации уездного комитета ВЛКСМ.
В 1927—1931 гг. служил в РККА. С 1931 г. на партийной работе в Богородске, член комиссии по раскулачиванию.
С января 1937 г. председатель Калужского райисполкома (до 8 сентября 1938 г. в состав района входил город Калуга).
Арестован 05.04.1937 по обвинению в участии в контрреволюционной террористической организации, Военной Коллегией Верховного Суда (ВКВС) СССР 16 августа 1937 года приговорен к расстрелу, и в тот же день расстрелян в Москве в подвалах дома № 23 по улице Никольской. Кремирован в крематории при Донском кладбище.